# Alexei Gennadjewitsch Retinski

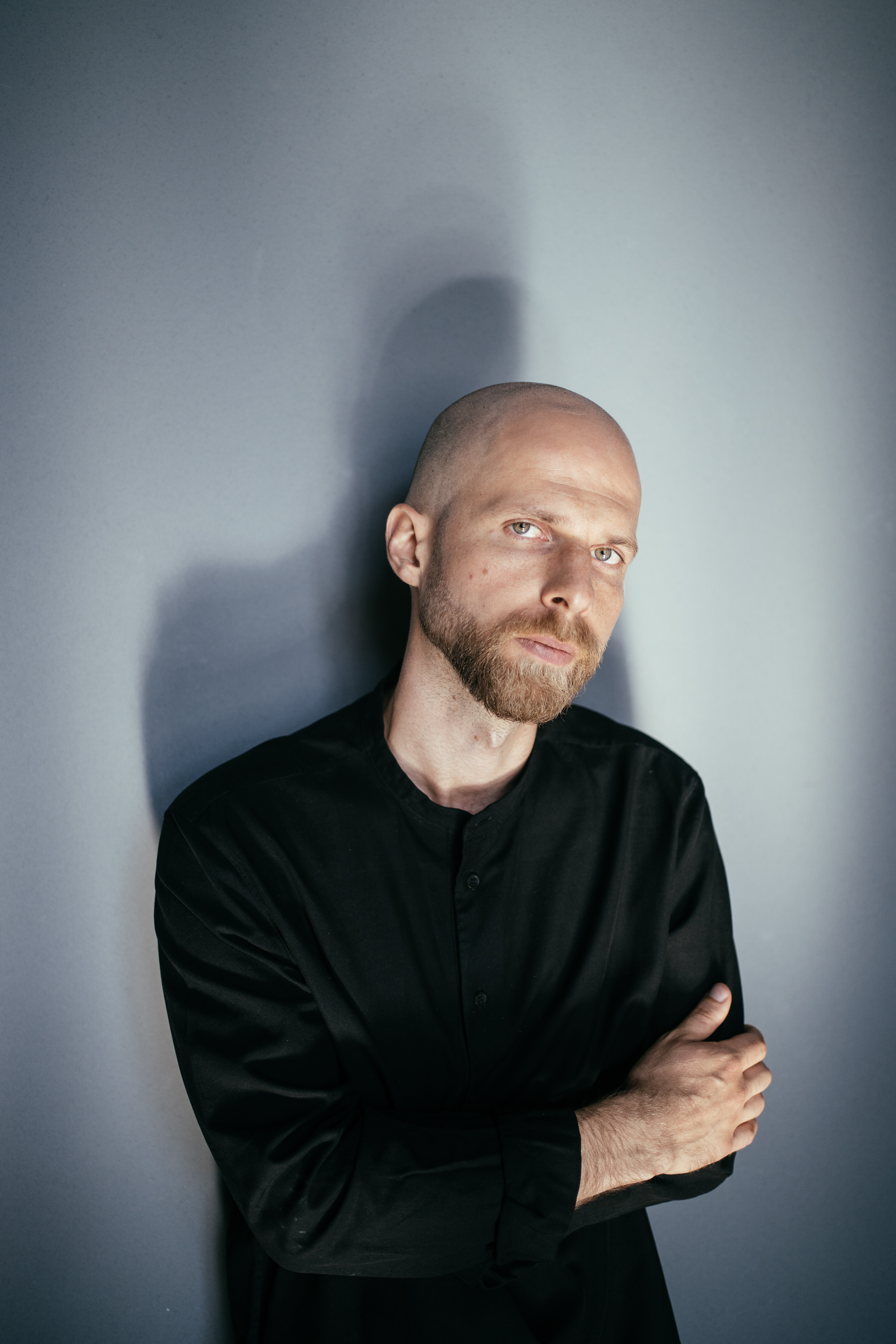
Alexei Retinski 2020

Alexei Gennadjewitsch Retinski (russisch Алексей Геннадьевич Ретинский, ukrainisch Олексій Геннадійович Ретинський Oleksij Hennadijowytsch Retynskyj, internationale Schreibweise auch Alexey Retinsky; * 14. November 1986 in Simferopol, Ukrainische SSR) ist ein sowjetisch-ukrainischer und heute russischer Komponist und bildender Künstler.

## Leben
Retinski wurde in der Familie eines Musikers in Simferopol auf der Krim geboren. Er übersiedelte 2009 nach Zürich und studierte an der Zürcher Hochschule der Künste Komposition bei Bruno Karrer und elektroakustische Komposition bei Germán Toro-Pérez. Unter der Leitung von Beat Furrer absolvierte er 2016 ein postgraduales Studium an der Kunstuniversität Graz. Seit 2014 wohnt und arbeitet er in Wien.
Alexei Retinski ist Schöpfer sowohl symphonischer, Kammer- und elektronischer Musik, als auch von Musik für Theater, Installation und Performance. Als Komponist war er Teilnehmer an Festspielen und Konzerten in Europa und Asien. Seine Musikwerke wurden in der Ukraine, Russland, Polen, Schweiz, Deutschland, Belgien, Frankreich und den USA gespielt.
Gemeinsam mit dem Ton-Studio Idee und Klang Basel hat er elektroakustische Projekte für das Landesmuseum Zürich, das Imperial War Museum in London, das King Abdulaziz Center for World Culture in Saudi-Arabien und andere umgesetzt. 2018 wurde der Komponist für die Musik zur Tanzperformance „Camilla“ für den russischen Nationalpreis „Goldene Maske“ nominiert.
Der griechische Dirigent Teodor Currentzis war der Erste, der die Musik des jungen Komponisten entdeckte und sie zu fördern begann.
Auf Einladung von Teodor Currentzis zog er 2020 nach Sankt Petersburg und wurde der erste Artist in Residence des musicAeterna-Kulturzentrums. Werke von Alexei Retinski werden von musicAeterna, SWR Symphonieorchester, Wladimir Jurowski und dem Staatlichen Akademischen Sinfonieorchester Russlands aufgeführt.
Zusätzlich zu seiner Tätigkeit als Komponist und Musiker äußert er sich in der Malerei und Film-Fotografie.

## Musikwerke
- Trio für Geige, Cello und Klavier. ca. 30′ (2007)
- «Klagelied» für Geige und Klavier. ca. 11′ (2008)
- «Subito» für Flöte und Klavier. ca. 21′ (2008)
- «Ultima Thule» (Lat.: Letzte Insel) für 23 Streicher, Zimbel und Glocken. ca. 19′ (2009)
- «Das Lied bei der Wand» Elektro-akustische Collage. 8.17′ (2009)
- Symphony «De profundis» für grosse sinfonische Orchester. ca. 17′ (2009–2010)
- «Schattierungen von Weiss» für zwei Celli und Klavier. 9′ (2010)
- «Die Vogelträume» für Geige und Klavier. ca. 20′ (2010–2011)
- Streichquartett «C-Dur» für zwei Geigen, Bratsche und Cello. ca. 12′ (2011)
- «Punctum Nulla» (Lat.: Der Punkt ohne Rückkehr) Acht-Kanal-Tape. 13.06′ (2012)
- «Schlafende Musik» Stereo Tape. 47′ (2012–2013)
- «...und der Pfad wurde breiter» für Klavier. ca. 17′ (2012–2013)
- «Die Welt ohne mich» audiovisuelle Installation. 18.30′ (2013)
- «Hamlet_Babylon» Schauspielmusik für 3 Folks-Frauenstimmen, 2 Celli, Flöte und Stereo Tape. ca. 1.15′ (2013)
- Hamlet Installation. Stereo Tape. 15:39′ (2013)
- «Afrika» Acht-Kanal-Tape. 6:43′ (2013–2014)
- «One Sky and two birds» für zwei Geigen (2014)